# Achlorhydria
Achlorhydria, bezkwaśność – brak kwasu solnego w soku żołądkowym. Stan ten występuje w przypadku zanikowego nieżytu żołądka, nowotworach żołądka oraz w chorobie Addisona-Biermera (niedokrwistość złośliwa). Spowodowany zanikiem komórek śluzówki żołądka odpowiedzialnych za wytwarzanie tego kwasu.